# Parròquia de Sant Francesc d'Assís de Badalona
Sant Francesc d'Assís és una parròquia del barri de Bufalà de Badalona que pertany a l'Arxidiòcesi de Barcelona i està dedicada a Francesc d'Assís.
L'origen de la parròquia es remunta a l'any 1932, quan mossèn Joan Serra i Morató, consiliari del grup del Pare Sant Francesc, va fundar un catecisme a la barriada de Bachs-Bufalà. L'any 1963, la capella de Sant Francesc fou erigida en parròquia per l'arquebisbe Gregorio Modrego i confiada als agustins recol·lectes. Es conserven uns goigs datats del 1964. Des de 1988, aquesta parròquia ha estat regida per capellans diocesans.
L'edifici que acull actualment l'església de Sant Francesc d'Assís i les dependències parroquials va ser projectat pels arquitectes David Alegret, Joan Puig Pey i Jaume Pujol, amb vitralls de Grau Montserrat i beneït el 25 de juliol de 2008, amb cinc campanes. El nou edifici de l'església va ser impulsat pel bisbe Joan Carrera. El 2009 es va posar el nom del bisbe a la plaça que hi ha al davant del temple. El 2010 s'hi va instal·lar una escultura de sant Francesc d'Assís de l'escultor de la Sagrada Família Etsuro Sotoo. Durant 23 anys i fins al 2014 en fou rector Jaume Aymar.